# Depot I von Lukavec
Das Depot I von Lukavec (auch Hortfund I von Lukavec) ist ein Depotfund der frühbronzezeitlichen Aunjetitzer Kultur aus Lukavec u Lovosic im Ústecký kraj, Tschechien. Es datiert in die Zeit zwischen 2000 und 1800 v. Chr. Die noch erhaltenen Gegenstände des Depots befinden sich heute im Museum von Litoměřice und in Privatbesitz.

## Fundgeschichte
Das Depot wurde im August 1914 südwestlich von Lukavec beim Pflügen entdeckt. Etwa 400 m entfernt wurde im 19. Jahrhundert ein weiteres Depot gefunden, das aber in die späte Bronzezeit datiert.

## Zusammensetzung
Das Depot war in einem etwa 45 cm hohen Keramikgefäß niedergelegt worden, das durch den Pflug zerbrochen wurde. In dem Gefäß befanden sich 72 bronzene Ösenhalsringe bzw. Ringbarren, die teilweise vollständig, teilweise nur in Bruchstücken erhalten waren. Die meisten Ringe gelangten zunächst in Privatbesitz. Heute befinden sich im Museum von Litoměřice 62 Exemplare. Das Gesamtgewicht dieser Stücke beträgt 11,6 kg. Drei weitere Exemplare befinden sich nach wie vor in Privatbesitz, die restlichen sieben sind verschollen. Von dem Keramikgefäß ist nur eine Scherbe erhalten, die sich im Museum von Litoměřice befindet.